# Halls Gap
Halls Gap is een plaats in de Australische deelstaat Victoria en telt 281 inwoners (2006).